# Juan Ignacio María de Castorena Ursúa y Goyeneche
Juan Ignacio María de Castorena Ursúa y Goyeneche (Zacatecas, Nueva España, 31 de julio de 1668 - Mérida, Capitanía General de Yucatán, 13 de julio de 1733) fue un sacerdote católico novohispano y obispo de Yucatán, se le considera el primer periodista de Hispanoamérica por haber creado la Gaceta de México.

## Estudios
Fue hijo del capitán Juan de Castorena Ursúa y Goyeneche, originario de Zacatecas, y de Teresa de Villarreal, originaria de Zacatecas. Realizó estudios de derecho canónico en el Colegio de San Ildefonso, y obtuvo el título de doctor en la Real y Pontificia Universidad de México. Viajó a España para estudiar Teología en Ávila.

## Defensa de Sor Juana

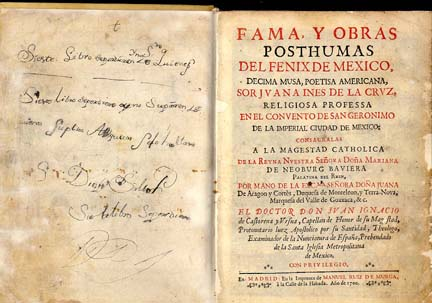
Fama y Obras Póstumas del Fénix de México

Fue amigo de Sor Juana Inés de la Cruz, editó algunas de sus obras y defendió su derecho a cultivar la literatura. En respuesta a este apoyo, ella le dedicó una décima:

Favores que son tan llenos,

no sabré servir jamás

pues debo estimarlos más

cuanto los merezco menos.

De pagarse están ajenos

al mismo agradecimiento;

pero ellos mismos intento

que sirvan de recompensa,

pues debéis a mi defensa

lucir vuestro entendimiento.
Sor Juana Inés de la Cruz

Después de enterarse de la muerte de Sor Juana, editó y escribió el prólogo de Fama y Obras Póstumas del Fénix de México en 1700.

## Carrera eclesiástica y docencia
Ejerció su carrera eclesiástica como canónigo, chantre, inquisidor ordinario, capellán y predicador real. Fue abad de San Pedro. Durante más de veinte años se dedicó a impartir clases de sagradas escrituras en la Real y Pontificia Universidad de México. En 1721 fundó en su ciudad natal el colegio de niñas Los Mil Ángeles Custodios de María Santísima, para lo cual cedió la casa paterna, donde nació. En la Ciudad de México restauró la capilla de Nuestra Señora del Pilar en el cerro de Chapultepec.

## Gaceta de México
Si bien existieron en la Nueva España hojas volantes desde 1541, Castorena es considerado el primer periodista de Hispanoamérica por haber publicado en enero de 1722 la Gazeta de México y noticias de Nueva España, la cual constaba de ocho hojas y se editaba mensualmente (en las colonias inglesas se había publicado la Publick Ocurrences en 1690). A partir del cuarto número el periódico cambió su nombre a Gazeta de México y florilogio historial de las noticias de Nueva España. Desafortunadamente sólo se editaron seis números, sin embargo, seis años más tarde el proyecto volvió a reactivarse por Juan Francisco Sahagún de Arévalo y Ladrón de Guevara, en esta ocasión el periódico se publicó por once años consecutivos.

## Su Muerte
El 6 de julio de 1729, Castorena fue elegido obispo de Yucatán, tomó posesión de su diócesis el 11 de septiembre de 1730. Murió ejerciendo su cargo el 13 de julio de 1733 en la ciudad de Mérida.
En junio de 1733 todavía se ocupó en despachar una importante providencia para la santa cruzada, pero se encontraba ya muy grave, muriendo el 13 de julio de ese año, en Mérida, a la edad de sesenta y cinco años, siendo sepultado su cadáver en la capilla llamada "Del Santísimo cristo de las Ampollas" de la Catedral de Yucatán.

## Sus Escritos
En varias publicaciones como la biblioteca de Beristáin, se conservan noticias de algunos escritos debidos a la pluma del Dr. Castorena, los cuales llegan a la suma de veintiuno, si se incluye entre sus obras periodísticas de “La Gaceta de México”. Las correspondientes fichas bibliográficas son:
- “El Abraham académico”, Imp. en México por Lupercio, 1696, 4º.
- “ Elogio de la Inmaculada Concepción de María Santísima pronunciado en el Real Monasterio de las descalzas de Madrid”, Imp. En Madrid, 1700. 4º.
- “Fama y obras póstumas del Fénix de Mexico, Décima Musa, Poetisa Americana Sor Juana Inés de la Cruz”, Imp. en Madrid por Manuel Ruiz de Murga, 1700 4º.
- “Cíngulos del Espíritu con que se ciñen; pero no se atan los VV. Sacerdotes de la Sagrada Congregación de Nuestro Padre S. Felipe Neri”, Imp en México 1703, 4º.
- “Panegirico de San Bernardo Abad”, Imp. en México, 1703, 4º.
- “Sermón de la Santa Cruz en los ejercicios de oposición de la Canongía Magistral de México” Imp. en México, 1703, 4º.
- “México plausible. Historia de las demostraciones de júbilo con que la Catedral de México celebró las victorias del Sr. Felipe V en Brinhuega y Villaviciosa” Imp. en México, 1711, 4º.
- “Oración eucarística por la feliz Batalla de Brinhuega” Imp. en México, 1712, 4&.
- “Èl predicador convertido en los principios de su predicación. Panegírico del Apóstol San Pablo” Imp. en México, 1719, 4º.
- “Ejercicios devotos para acompañar a la Virgen María en su soledad” Imp. en México, 1720, 8º
- “Devocinario a los Santos Ángeles” Imp. en México y en Cádiz.
- “Gaceta de México” , Mensual. seis números del 1 de enero al 1 de junio de 1722. Imp. en México, 4º
- “Dictamen ecomiástico sobre la fiesta de la conversión de San Ignacio de Loyala” Imp. En México, 1723, 4º
- “Apología litúrgica de la nueva fiesta de conversión de San Ignacio”, Imp. en México, 1724, 4º
- “Panegírico en la dedicación del templo de Capuchinas de Corpus Cristi de México”, Imp. en México 1725, 4º.
- “Reglas para los congregantes eclesiásticos de San Pedro”, Imp. en México, 1725, 4º.
- “El minero más feliz. Elogio del Ven. Fr. Juan Angulo, religioso lego de San Francisco, de Zacatecas”, Imp. México, 1728, 4º.
- “Escuela Mística de María Santísima. Pastoral a los diocesanos de Yucatán”. Imp. en México, 1721, 4º.
- “ Las dos tablas de la ley. Vidas de los Santos Nicodemus y José de Arimetea”. Manuscrito.
- “Historia del Santi Cristo de Zacatecas”. Manuscrito citado por el Conde de la Laguna en su descripción de Zacatecas.
- “Comentaria in Evangelicum Vatem Esaiam”, Manuscrito que menciona Eguiara u Eguaren.